# Арлекино (песня)
«Арлекино» — песня болгарского автора Эмила Димитрова на стихи Бориса Баркаса. Существует запись из Гостелерадиофонда СССР 1964 года с её исполнением автором на болгарском языке. Примерно через 11 лет песня появилась в репертуаре Аллы Пугачёвой, в 1975 году. Тогда же песня была записана в студии и выпущена на первом сольном миньоне певицы «Арлекино». C этой песней Алла Пугачёва была удостоена гран-при международного песенного конкурса «Золотой Орфей» в Болгарии в 1975 году.

## О песне
Автор музыки: Димитров Эмил,

Автор слов: Баркас Борис.

Исполнялась в период работы в ВИА «Весёлые ребята» под управлением Павла Слободкина (1974—1976) с мая 1975 г. и на сольных выступлениях певицы все последующие годы до 1983 г.

Студийная запись: 1975 год.

На втором альбоме певицы «Арлекино и другие», песня на Стороне 1 (С60—11975) идёт под номером 5.

## На одноимённом миньоне
| №                   | Название            | Текст песни         | Музыка                                     | Длительность |
| ------------------- | ------------------- | ------------------- | ------------------------------------------ | ------------ |
| 1.                  | «Арлекино»          | Борис Баркас        | Эмил Димитров, Павел Слободкин (обработка) | 4:30         |
| Общая длительность: | Общая длительность: | Общая длительность: | Общая длительность:                        | 4:30         |

## Значение песни в творчестве
Как отмечал А. Беляков, с «Миллионом алых роз» случилось то же, что и с песней «Арлекино» в 1975 году: …песня в исполнении Пугачёвой …стала своего рода третьей «визитной карточкой» певицы после «Арлекино» и «Всё могут короли», — песен, принёсших ей всенародную известность.
Песня «Арлекино» стала поворотной в творческой судьбе певицы — именно с ней Алла Пугачёва была удостоена гран-при международного песенного конкурса «Золотой Орфей» в Болгарии в 1975 году. Победа на конкурсе (который был показан советским Центральным телевидением) принесла Пугачёвой не только широкую всесоюзную известность, но и первый международный успех, — эта победа сделала её популярной в СССР и за его пределами. В том же году вышел миньон, где она впервые была представлена как единственный исполнитель. С «Арлекино» началась сольная карьера Аллы Пугачёвой: до этого она работала как вокалистка различных музыкальных коллективов.
В Болгарии вышел сингл с записью концертного исполнения песни, а несколько позднее в ГДР вышла запись песни «Арлекино» на немецком языке.

## Участники записи
- Основной вокал — Алла Пугачёва
- Бэк-вокал — ВИА «Весёлые ребята» (руководитель Павел Слободкин)
- Аккомпанемент — ВИА «Весёлые ребята»
- Аранжировка — Павел Слободкин

## Интересные факты
- В оригинальном болгарском тексте речь шла о деревянной кукле, сгорающей от пламени своего сердца[5][6].
- В авторском оригинале строчка припева песни была: «Арлекин, ну, Арлекин». Однако Алла Пугачёва поменяла её на «Арлекино, Арлекино».
- В апреле 1976 года у Аллы Борисовны состоялась гастрольная поездка по ГДР, где она записала немецкоязычный вариант «Арлекино» — песня была там очень популярна. Шлягер «Арлекино» также вошёл в два общих сборника, выпущенных на дисках-гигантах «Amiga Box 3—76» и «Die grossen Erfolge '76»[7].
  - В 2023 году ремикс, созданный Geoffplaysguitar, вошёл в саундтрек игры «Atomic Heart». Ремикс в «Atomic Heart, Vol. 2» записан при участии вокалиста группы Slaughter To Prevail Александра Шиколая (Alex Terrible).